# Pterobryopsis tumida
Pterobryopsis tumida là một loài Rêu trong họ Pterobryaceae. Loài này được (Dicks. ex Hook.) Dixon miêu tả khoa học đầu tiên năm 1937.